# Холодильный переулок
Холоди́льный переу́лок — переулок в Даниловском районе Южного административного округа города Москвы. Проходит от улицы Даниловский Вал в направлении железнодорожной платформы Тульская. Нумерация домов от улицы Даниловский Вал. Пересекается с Большим Староданиловским переулком, с нечётной стороны примыкает Гамсоновский переулок, с чётной стороны — 1-й Тульский переулок.

## История и происхождение названия
Переулок первоначально по фамилии домовладельца носил название Рыбников. В 1922 году в связи с наличием другого переулка (в районе Сретенки) с тем же названием переименован в Рябовский по фамилии другого домовладельца, а 17 декабря 1925 года получил нынешнее название из-за находившихся рядом холодильников при Павелецком направлении Московской железной дороги. 12 мая 1956 года к переулку присоединён Александровский тупик.

## Примечательные здания и сооружения
По нечётной стороне:
- № 3, к. 1, стр. 2 — «Товарищество Рябовской мануфактуры», бывшая текстильно-красильная фабрика, с 1889 года вошедшая в состав компании Петра Ивановича Рябова. Рябов основал свою первую мануфактуру в 1840-х в деревне Нефёдово Серпуховского уезда. Постепенно расширяя производство и наращивая обороты, к началу XX века на его предприятиях работали 3000 человек, а основной капитал составлял 3 млн рублей. Московская красильно-отделочная фабрика принадлежала сыну, Степану Петровичу Рябову, а затем перешла ко внукам[3]. В 2018—2019 годах территорию и здания отреставрировали, приспособив под современное использование[4][5][6].
- № 3, стр. 2 — бывший гончарно-изразцовый завод И. С. Власова, 1900 год[7]. на одном из корпусов в 2021 году обнаружили керамическое панно 1930-х годов, ранее закрашенное белой краской. Размер композиции — 30 м², предположительно, его выполнили мастера артели Алексея Филиппова, которые также создали барельефы «Дома со зверями»[6][8].

По чётной стороне:
Современная застройка, относящаяся к Большой Тульской улице: торгово-развлекательный центр «Тульский», управление Федеральной налоговой службы, Московский городской арбитражный суд.

## Транспорт
- Рядом с переулком расположены оба выхода со станции метро «Тульская», а в южной части он выходит к платформе Тульская.
- По переулку с 27 октября 1950 года проходит трамвайная линия, перенесённая с соседней Большой Тульской улицы. До 1992 года существовал трамвайный узел — через 1-й Тульский переулок трамваи могли свернуть на Автозаводский мост.[9] Трамвайные пути продолжаются после того места, где переулок формально заканчивается (под Автозаводским мостом), далее идут вдоль платформы Тульская и выходят на Варшавское шоссе. В настоящее время линия используется маршрутами 3 и 47.